# Juan José Contreras
Juan José Contreras (Lampa, Santiago, Chile, 8 de julio de 1993) es un futbolista chileno. Se desempeña como defensa central y actualmente milita en Deportes Santa Cruz de la Primera B de Chile.

## Trayectoria
Hizo su debut oficial como profesional en Cobresal el día 1 de junio de 2014, en un encuentro válido por Copa Chile 2014-15 ante Deportes La Serena, en el cual el elenco del Salvador perdió 2-1.
Iniciando el año 2021 firmó contrato con Deportes Copiapó.

## Clubes
| Club                           | País  | Año       |
| ------------------------------ | ----- | --------- |
| Cobresal                       | Chile | 2014-2019 |
| → Maipo Quilicura (cedido)     | Chile | 2014-2015 |
| → Deportes Santa Cruz (cedido) | Chile | 2019      |
| Cobreloa                       | Chile | 2020      |
| Deportes Copiapó               | Chile | 2021-2023 |
| Rangers                        | Chile | 2024      |
| Deportes Santa Cruz            | Chile | 2025-Act. |